# Tống Duy Tân
Tống Duy Tân (chữ Hán: 宋維新; 1837 - 1892) là thủ lĩnh cuộc khởi nghĩa Hùng Lĩnh (1887 - 1892) trong lịch sử Việt Nam.

## Thân thế & sự nghiệp
Tống Duy Tân là người làng Bồng Trung, xã Vĩnh Tân (nay thuộc xã Minh Tân), huyện Vĩnh Lộc, tỉnh Thanh Hóa. Năm Canh Ngọ (1870) ông đỗ cử nhân, đến năm Ất Hợi (1875) thì đỗ tiến sĩ. Bước đầu, ông được bổ làm Tri huyện, sau làm Đốc học Thanh Hóa rồi Thương biện tỉnh vụ.

### Hưởng ứng dụ Cần Vương
Tháng 7 năm 1885, hưởng ứng dụ Cần Vương, Tống Duy Tân được vua Hàm Nghi phong làm Chánh sứ sơn phòng Thanh Hóa. Sau đó, ông tham gia xây dựng chiến khu Ba Đình.
Năm 1886, Tống Duy Tân và Cao Điển nhận lệnh của thủ lĩnh Đinh Công Tráng đến Phi Lai (nay thuộc xã Hà Lai, huyện Hà Trung, Thanh Hóa) lập căn cứ, nhằm hỗ trợ cho căn cứ chính là Ba Đình. Ngoài căn cứ Phi Lai trong sự nghiệp chung, Tống Duy Tân còn chuẩn bị lực lượng và căn cứ kháng Pháp ngay tại quê hương mình, đó là căn cứ Hùng Lĩnh, nằm ở vùng thượng nguồn sông Mã thuộc Vĩnh Lộc, Thanh Hóa.
Đầu năm 1887, đông đảo quân Pháp kéo đến đàn áp dữ dội phong trào Cần Vương ở tỉnh này. Căn cứ Ba Đình và căn cứ Mã Cao nối tiếp nhau thất thủ. Sau đó, các thủ lĩnh lần lượt hy sinh (Đinh Công Tráng, Nguyễn Khế, Hoàng Bật Đạt), tự sát (Phạm Bành, Hà Văn Mao, Lê Toại) hoặc đi tìm phương kế khác (Trần Xuân Soạn).
Trước tình thế hiểm nguy, Tống Duy Tân bèn mang quân chạy lên căn cứ Hùng Lĩnh, lập nên một trung tâm kháng chiến mới. Các cộng sự cùng theo có Cao Điển, Cầm Bá Thước, Hà Văn Nhọ,... Tuy nhiên, nghĩa quân Hùng Lĩnh chỉ mở được vài trận tập kích thì bị Thiếu tá Térillon dẫn quân đến vây đánh rất gắt gao.
Xét thấy lực lượng Hùng Lĩnh vừa gây dựng bị cô thế và yếu sức, Tống Duy Tân bèn đi ra Bắc rồi qua Trung Quốc để gặp gỡ các sĩ phu yêu nước, tìm nguồn hỗ trợ và liên kết với các lực lượng kháng Pháp khác. Theo sử gia Phạm Văn Sơn thì Tống Duy Tân đã gặp Tôn Thất Thuyết tại Quảng Đông, và ông đã nghe theo lời vị tướng này trở về Thanh Hóa để tiếp tục công cuộc kháng Pháp.

### Tiếp tục công cuộc kháng Pháp
Đầu năm 1889, Tống Duy Tân về đến quê nhà. Sau khi tập hợp lại lực lượng thì ông trở thành người chỉ huy chính của phong trào kháng Pháp tại Hùng Lĩnh ở thượng nguồn sông Mã (thuộc huyện Vĩnh Lộc, tỉnh Thanh Hóa).
Từ nơi đó, ông cùng hai cộng sự là Cao Điển và Cầm Bá Thước cho quân mở rộng địa bàn hoạt động lên tận vùng hữu ngạn và tả ngạn sông Mã, đến hợp đồng chiến đấu với Đề Kiều - Đốc Ngữ ở vùng hạ lưu sông Đà, và với Phan Đình Phùng ở vùng rừng núi Nghệ An - Hà Tĩnh.
Tổ chức của các ông khá quy củ. Mỗi huyện có một cơ binh, lấy tên huyện đặt tên cho đơn vị, ví dụ như Nông Thanh cơ (tức cơ Nông Cống ở Thanh Hóa), Tống Thanh cơ (tức cơ Tống Sơn ở Thanh Hóa),...
Hay tin, ngày 8 tháng 10 năm 1889, quân Pháp gồm 24 tên do Thiếu úy Morfond (đồn trưởng đồn Nông Cống) từ đồn Nông Cống đi đến dò xét thì chạm súng với nghĩa quân Hùng Lĩnh; kết cục chúng đã bỏ lại ở chiến trường 9 xác chết của Thiếu úy Morfond, 4 lính Pháp và 4 lính khố xanh. Ngày 22 tháng 10, Đại tá Barbaret dẫn 185 quân có trang bị đại bác từ Thanh Hóa kéo đến tấn công. Sau ngày kịch chiến, Tống Duy Tân cho quân rút về phía Bắc Phố Cát (Thạch Thành), rồi sang Vạn Lại (Bắc Ninh). Cuối tháng này, nhờ có những toán quân cũ của tướng Trần Xuân Soạn tìm đến tham gia nên Tống Duy Tân lại cho quân đẩy mạnh hoạt động trong các huyện Yên Định, Thọ Xuân, Nông Cống.
Thấy công cuộc thôn tính nước Việt bị cản trở, Tổng chỉ huy quân đội Pháp ở Đông Dương là J. Bichot đã đưa Trung tá Lefèvre đến thay Barbaret, điều một lực lượng lớn (có cả đại bác) đến tấn công phong trào do Tống Duy Tân làm thủ lĩnh. Trước lực lượng đối phương đông đảo, lại được trang bị vũ khí mạnh, ông phải cho quân vừa chống đỡ các cuộc tấn công của Lefèvre ở Vạn Lại (30/11/1889), cuộc tấn công của Đại úy Colleta ở Yên Lược (1/12/1889)... vừa rút lui để bảo toàn lực lượng.
Trong năm 1890, Tống Duy Tân đã tổ chức tập kích nhiều trận như trận làng Kẽm (1/1/1890) - quân Pháp của Trung tá Jorne de Lacale (thay Lefèvre) bị thiệt hại nặng, Đại úy Christophe bị tử thương; trận Vân Đồn (Nông Cống) đánh tan đạo quân do Công sứ Thanh Hóa Lebrun chỉ huy, Yên Lãng (29/3/1890) ở Xuân Yên-Thọ Xuân (bên tả ngạn sông Chu). Sáng ngày 26/4, quân Pháp tấn công tiền đồn Na Lung của Cao Điển. Không thể giữ được đồn, Cao Điển rút về và bày binh bố trận, đánh tan quân Pháp ở trận Thanh Khoái xảy ra vào ngày 29 tháng 5 năm 1890 (Thiếu úy Bonnet và 6 lính cơ tử trận, nhiều lính bị thương trong đó có viên sĩ quan tên Viola). Bị thiệt hại đáng kể, quân Pháp bèn tập trung lực lượng mở cuộc truy quét quy mô nhằm tiêu diệt nghĩa quân Hùng Lĩnh.
Kể từ đây trở đi, lực lượng của Tống Duy Tân bước vào thời kỳ chiến đấy gay go và gian khổ hơn. Nhất là sau trận Thanh Khoái, nghĩa quân lâm vào tình thế bị cô lập nên bị thiếu thốn mọi mặt.
Đầu năm 1891, Tống Duy Tân cho chuyển quân từ An Lẫm (châu Thường Xuân) lên Lang Vinh (một làng Mường ở châu Thường Xuân). Hay tin, quân Pháp do Giám binh Soler chỉ huy liền tổ chức tấn công. Mặc dù chống trả quyết liệt nhưng cuối cùng ông cũng phải bỏ hết các công sự xây dở dang, dẫn tàn quân rút về Hòn Mông, rồi về vùng Trịnh Vạn thuộc châu Thường Xuân (tức quê hương và là căn cứ của Cầm Bá Thước).
Tháng 3 năm 1892, từ sông Đà, Đốc Ngữ dẫn quân vượt sông Mã vào Thanh Hóa. Sau khi bàn bạc, Tống Duy Tân và Đốc Ngữ cùng hợp quân đi tấn công quân Pháp ở hang Niên Kỷ (nay thuộc xã Thiết Ống, huyện Bá Thước, tỉnh Thanh Hóa). Mặc dù thu được một số thắng lợi nhưng cũng không thể nào cứu vãn được tình thế.
Hoạt động ở đây một thời gian ngắn thì Đốc Ngữ dẫn quân trở lại mạn sông Đà; còn Tống Duy Tân thì ở lại cầm cự một thời gian nữa. Nhưng trước cuộc bao vây và càn quét ngày càng ác liệt của đối phương, khoảng tháng 9 năm 1892, ông tuyên bố giải tán lực lượng để tránh thêm thương vong.

### Bị giết chết
Sau đó, ông về ẩn náu ở hang Niên Kỷ (nay thuộc xã Thiết Ống, huyện Bá Thước, tỉnh Thanh Hóa), còn Cao Điển cùng một số thuộc hạ quyết chí theo thì đóng trên một ngọn đồi gần bên. Chẳng lâu sau, Án sát Hà Tĩnh Cao Ngọc Lễ (vừa là học trò cũ, vừa là cháu kêu Tống Duy Tân bằng cậu) đi mật báo cho Pháp và quân Pháp do tên Thiếu úy Hensxhell cùng 20 lính đến bủa vây và bắt được Tống Duy Tân vào ngày 4 tháng 10 năm 1892.
Trước hôm đó một ngày (ngày 3 tháng 10), một toán quân Pháp khác gồm 30 người đi vây bắt Cao Điển. Hai bên đụng độ ác liệt. Nghĩa quân bị bắt 2, chết 6 nhưng Cao Điền đã kịp chạy thoát cùng bốn năm người với hai khẩu súng...
Không chiêu hàng được, Công sứ Pháp ở Thanh Hóa Boulloche ra lệnh cho Tổng đốc Thanh Hóa là Nguyễn Thuật (vốn là bạn cũ của ông) xử tử Tống Duy Tân tại Thạnh Hỏa ngày 5 tháng 10 năm Nhâm Thìn (tức 23 tháng 11 năm 1892), lúc 55 tuổi. Đến đây, cuộc khởi nghĩa mà ông cùng đồng đội đã cố công gầy dựng coi như kết thúc.
Trước ngày mất, Tống Duy Tân có làm đôi câu đối:
Nhị kim thủy liễu tiên sinh trái
Tự cổ do truyền bất tử danh
Nghĩa:
Món nọ tiên sinh nay mới trả
Cái danh bất tử trước còn truyền

## Vinh danh
Sau khi Tống Duy Tân thọ án, nhân sĩ tỉnh Thanh Hóa có làm bài thơ và câu đối điếu đều bằng chữ Hán. Giới thiệu câu đối điếu:
Tự cổ anh hùng, thiết thạch can trường nan tận tả;
Đáo đầu sự thế, xuyên hà huyết lệ hạt năng lưu.
Nghĩa là:
Từ trước anh hùng, dạ sắt gan vàng không xiết tả;
Đến cùng sự thế, máu sông lệ suối chảy sao trôi!
Hiện nay, tên ông được dùng đặt tên cho nhiều trường học và đường phố ở Việt Nam.